# Astragalus collinus
Astragalus collinus es una especie de planta herbácea perteneciente a la familia de las leguminosas. Es originaria de América del Norte.  

## Distribución
Es una planta herbácea perennifolia que se encuentra en Canadá y Estados Unidos donde se distribuye por Idaho, Oregón y Washington.

## Taxonomía
Astragalus collinus fue descrita por (Hook.) G.Don  y publicado en A General History of the Dichlamydeous Plants 2: 256. 1832.
Etimología
Astragalus: nombre genérico derivado del griego clásico άστράγαλος y luego del Latín astrăgălus aplicado ya en la antigüedad, entre otras cosas, a algunas plantas de la familia Fabaceae, debido a la forma cúbica de sus semillas parecidas a un hueso del pie.
collinus: epíteto latíno que significa "de las colinas".
Variedad aceptada
- Astragalus collinus var. laurentii (Rydb.) Barneby

Sinonimia
- Astragalus collinus var. collinus
- Astragalus cyrtoides A.Gray
- Homalobus collinus (Hook.) Rydb.
- Phaca collina Hook.
- Tragacantha collina (Hook.) Kuntze	[4][5]